# Няксімволь
Няксімво́ль (рос. Няксимволь) — село у складі Березовського району Ханти-Мансійського автономного округу Тюменської області, Росія. Входить до складу Хулімсунтського сільського поселення.
Населення — 506 осіб (2010, 576 у 2002).
Національний склад станом на 2002 рік: мансі — 31 %, росіяни — 31 %.
У селі народився (1958) Собянін Сергій Семенович — мер міста Москва.